# Volker Trojan
Volker Trojan (* 5. Januar 1942) ist ein ehemaliger deutscher Fußballspieler. In Leipzig spielte er für den SC Rotation, den SC Leipzig sowie für die BSG Chemie in den 1960er und 1970er Jahren in der DDR-Oberliga, der höchsten Spielklasse im DDR-Fußball.

## Sportliche Laufbahn
Nachdem Volker Trojan bis 1960 zuletzt in der fünftklassigen Kreisklasse Leipzig bei der Betriebssportgemeinschaft (BSG) Motor in Böhlitz-Ehrenberg gespielt hatte, wurde er zur Saison 1961/62 in die Oberligamannschaft des SC Rotation Leipzig aufgenommen. Er wurde von Anfang an in den Oberligaspielen als Verteidiger aufgeboten, musste aber nach 19 Einsätzen für ein Jahr pausieren. Erst zu Beginn der Rückrunde 1962/63 kam er in Abständen wieder in acht Oberligaspielen zum Einsatz. Vor dem Beginn der Spielzeit 1963/64 wurden die beiden Leipziger Oberligamannschaften aufgelöst. Die angeblich besten Spieler wurden dem neugegründeten SC Leipzig zugewiesen, während der Rest der BSG Chemie Leipzig zugewiesen wurde. Überraschend endete die Saison 1963/64 mit dem Titelgewinn der BSG Chemie, die den SC Leipzig auf Platz drei hinter sich ließ. Trojan gehörte zum SC Leipzig, trug aber zum dritten Platz nur mit zwölf Oberligaeinsätzen bei. Außerdem wirkte er in beiden Spielen des SC Leipzig im Messestädte-Pokal 1963/64 gegen Újpest Budapest mit. Mit 23 Einsätzen erkämpfte sich Trojan 1964/65 als Mittelfeldspieler einen Stammplatz in der Oberligaelf. Von den beiden Messecupspielen gegen Wiener Sport-Club bestritt er nur das Hinspiel. Nachdem Trojan 1965/66 nur elf Oberligaspiele absolvieren konnte, wechselte er zur Spielzeit 1966/67 zum Lokalrivalen Chemie Leipzig. Dort hatte er sofort wieder einen Stammplatz in der Oberligamannschaft inne, den er bis 1975 verteidigen konnte. Während er zunächst weiter im Mittelfeld eingesetzt wurde, spielte er ab 1972 in der Abwehr. Zweimal (1971, 1974) musste Trojan mit der BSG Chemie in die DDR-Liga absteigen, wobei jedes Mal der sofortige Wiederaufstieg gelang. Mit 33 Jahren ging er 1975 mit Chemie Leipzig in seine letzte Oberligasaison, in der er nur noch die ersten neun Punktspiele bestritt. Danach war er in seinen 13 Oberligaspielzeiten auf 253 Einsätze gekommen und hatte dabei neun Tore geschossen. Zur Saison 1976/77 wechselte er zur BSG Stahl Nordwest Leipzig in die viertklassige Bezirksklasse. Innerhalb von zwei Jahren stieg er mit der Mannschaft bis in die DDR-Liga auf, beendete aber 1978 endgültig seine Laufbahn als Fußballspieler.